# Danny Kladis
Danny Kladis (10 februarie 1917) a fost un pilot de curse auto american care a evoluat în Campionatul Mondial de Formula 1 în sezonul 1954.